# デカモニ。
デカモニ。とは、つんく♂プロデュースによる女性歌手。

## 解説
日本テレビ系深夜番組『AX MUSIC-FACTORY つんくちゃん。』に於いて行われていた、身長175cm以上の女性を対象とした「デカモニ。オーディション」で合格した女性歌手。その名前はミニモニ。を捩った物である。オーディションに合格したのが大林素子1人だったため、実体はグループではなく大林による1曲限りのソロプロジェクトである。
CDジャケットには「複数人のユニット風」に4人の女性が登場しているが、全て大林素子によるもの。
「デカモニ。ジャンケンぴょん!」はミニモニ。「ミニモニ。ジャンケンぴょん!」のカバーであるが、大林素子の声を3回レコーディングし、それに機械音を合わせて4人分の声を多重録音している。また大林の経歴にあわせてバレーボール要素のアレンジが追加されている。同曲を大林が人前で歌ったのは、デビューイベントの屋外ステージで1度だけだったという。

## シングル
『大きな私の小さな恋』
作詞・曲 つんく 編曲 山尾正人
C/W　デカモニ。じゃんけんぴょん!
作詞・曲 つんく
SPTK-0014（TGCS-1199） つんくちゃん。レーベル（現・アップフロントワークス）
2001年8月7日リリース
5000枚限定

## 補足
- この「デカモニ。」とは関係ないが、うたばんで石橋貴明が『ミニモニ。じゃんけんぴょん!』の振付に挑戦した時、あまりの身長の違いに「デカモニ。」のテロップが出た。
- 同様に『ハロー!モーニング。』内で加護亜依がミニモニ。に対抗して、飯田圭織、吉澤ひとみの2人でデカモニ。を結成して欲しいと言っていた。
- 大林はデカモニ。に未だ未練がある模様で、2012年8月に『ごきげんよう』（フジテレビ系）にゲスト出演した際は、大林と身長が近い熊井友理奈（Berryz工房、当時）を誘いデカモニ。の再結成を狙っていることを語っている[4]。